# Desmeocraera vernalis
Desmeocraera vernalis är en fjärilsart som beskrevs av William Lucas Distant 1897. Desmeocraera vernalis ingår i släktet Desmeocraera och familjen tandspinnare. Inga underarter finns listade i Catalogue of Life.